# مسيمير السراحنة (المسيمير)

تعديل مصدري - تعديل

مسيمير السراحنـة هي إحدى قرى عزلة المسيمير بمديرية المسيمير التابعة لمحافظة لحج، بلغ تعداد سكانها 273 نسمة حسب تعداد اليمن لعام 2004.